# Mala Mučna
Mala Mučna – wieś w Chorwacji, w żupanii kopriwnicko-kriżewczyńskiej, w gminie Sokolovac. W 2011 roku liczyła 81 mieszkańców.